# Pont de la Noguerola
El Pont de la Noguerola és una obra romànica de Viladrau (Osona) inclosa a l'Inventari del Patrimoni Arquitectònic de Catalunya.

## Descripció
Pont de la Noguerola, és d'un sol arc fet amb pedra i maons, pla i sense baranes. Passa per sobre de la riera de Sant Segimon, afluent de la Riera Major, afluent per la dreta del Ter.

## Història
Pont de la Noguerola, passa per sobre de la riera de Rentadors, poc abans que ella es trobi amb la Riera Major. És un pont del segle xii que facilitaca el pas del vell camí ral de Viladrau a Vic i Taradell. (A.PLADEVALL)